# روبرت مونتجومري مارتن
روبرت مونتجومري مارتن (بالإنجليزية: Robert Montgomery Martin)‏ هو جراح أيرلندي، ولد في 1801 في دبلن في جمهورية أيرلندا، وتوفي في 6 سبتمبر 1868 في ساتون، لندن في المملكة المتحدة.